# Jordanita chloros
Jordanita chloros, auch Kupferglanz-Grünwidderchen genannt, ist ein Schmetterling aus der Familie der Widderchen (Zygaenidae). Das Artepitheton χλωρός stammt aus dem griechischen und bedeutet „hellgrün“.

## Merkmale
Die Falter erreichen eine Vorderflügellänge von 7,8 bis 12,8 Millimeter bei den Männchen und 7,6 bis 11,5 Millimeter bei den Weibchen. Die Art ist extrem variabel. Kopf, Thorax und der proximale Teil der Beine schimmern blau. Das Blau variiert von einem leuchtenden Hellblau über grünlich blau bis zu einem bläulich getönten Grünschimmer. Das Abdomen ist schwärzlich grau und glänzend oder glanzlos. Die Stirn (Frons) ist fast doppelt so breit wie die Facettenaugen. Die Fühler sind schwarz und schimmern insbesondere an der Basis manchmal blau. Der Fühlerschaft ist an der Basis schlank, er verdickt sich distal und ist dorsolateral eingedrückt. Die Kämmung ist lang, distal kürzer, aber noch gut ausgebildet. Die Fühler enden spitz und bestehen aus 35 bis 41 Segmenten. Die Vorderflügeloberseite schimmert grün, braungrün, bronzegrün oder grünlich braun und ist an der Basis häufig blau. Der Hinterflügel ist schwärzlich grau und leicht transluzent. Die Flügelunterseiten sind dunkelgrau.
Das Vinculum hat eine lange, stark sklerotisierte und distal abgerundete Saccusplatte. Der Aedeagus ist an der Basis breiter als an der Spitze. Er ist ungefähr sechsmal länger als breit und hat dorsolateral auf der umgestülpten Blase einen mit Stacheln besetzten Bereich. Ein kleiner Bereich mit winzigen dreieckigen Nadeln ist distal gelegen. Das 8. Abdominalsternit ist dreieckig oder trapezförmig und erreicht den hinteren Rand des Segments.
Bei den Weibchen ist das Ostium kreisförmig und von einer charakteristischen ringartigen Wölbung umgeben, die deutlich sichtbar ist, wenn die Schuppen am Ende des Abdomens abgepinselt werden. Das Antrum ist an der Basis verdickt und proximal stärker sklerotisiert. Es ist stark gerieft, distal schmaler und transluzent. Der Ductus bursae ist schlank, transluzent sowie stark abgeknickt und gewunden. Das Corpus bursae ist kugel- bis eiförmig, die Innenseite ist vollständig mit kräftigen und gut sichtbaren dreieckigen Nadeln bedeckt.
Das Ei ist hell grünlich gelb.
Die Raupe hat einen schwarzen Kopf, das Prothorakalsegment ist schwärzlich braun und hat eine weiße Nebenrückenlinie. Der Raupenkörper ist ockerfarben und am Bauch etwas heller. Die Seiten sind violettbraun, die Rückenlinie ist braun. Die Warzen sind bei österreichischen, italienischen und französischen Populationen ebenfalls violettbraun. Bei Exemplaren von der Krim-Halbinsel sind die Warzen dorsal gelb, lateral rosa und ventral grau.
Die Puppe ist braun und verfärbt sich vor dem Schlupf des Falters nach schwarzgrün. Der Kokon ist weißlich und mit Streu bedeckt.

### Variabilität und Unterarten
Innerhalb der Art gibt es eine beachtliche Variabilität, was zur Folge hatte, dass einige Unterarten beschrieben wurden.
Bei der Unterart Jordanita chloros chloros (Hübner, 1830) schimmern Thorax und gelegentlich die Basis des Vorderflügels blau. Der Vorderflügel schimmern grün.
Bei der Unterart Jordanita chloros hades (Alberti, 1970) schimmert die Vorderflügeloberseite bräunlich grün, bronzegrün oder grünbraun. Der Thorax schimmert manchmal schwach blau.
Bei der Unterart J. c. huegeri (Alberti, 1973) hat die Vorderflügeloberseite einen sehr kräftigen grünlichbraunen Schimmer.
Die im Süden und in der Mitte der Türkei beheimateten Populationen unterscheiden sich sehr stark von der Nominatunterart. Populationen aus der Mitte der Türkei sind sehr klein, haben schmale Flügel und eine sehr helle grüne Färbung. Dem Thorax fehlt der bläuliche Schimmer fast vollständig und die Hinterflügel sind transluzenter. Populationen aus dem Osten der Türkei sind größer als jene aus der Mitte der Türkei und ähnlich gefärbt. Sie haben kräftigere schwarze Fühler und der Thorax schimmert etwas stärker bläulich. Die Unterschiede im Habitus und in der Genitalmorphologie sind zwischen Jordanita chloronata und J. chloros ebenso groß wie zwischen den Populationen von J. chloros in der Mitte und im Osten der Türkei und der Nominatunterart. Es ist daher möglich, dass die erstgenannte Art lediglich eine im Süden der Türkei beheimatete Unterart von J. chloros darstellt. Um dies zu klären, sind allerdings weitere Untersuchungen notwendig.

## Verbreitung
Das Verbreitungsgebiet von Jordanita chloros reicht vom Süden Frankreichs, Italien und den Südosten der Schweiz über Süd-, Mittel- und Osteuropa bis in den Kaukasus, die Türkei, den Norden Syriens und den Norden des Irak, sowie in den Osten Kasachstans und in den Süden Sibiriens.
Besiedelt werden trockene hügelige Graslandschaften und Steppenbiotope.
Die Nominatunterart J. c. chloros ist in Europa mit Ausnahme der Balkanhalbinsel beheimatet. J. c. hades kommt in Mazedonien, Bulgarien und Griechenland vor. J. c. haegeri besiedelt den Kaukasus.

## Biologie
Die Weibchen legen die Eier einzeln oder so in kurzen Reihen ab, dass sich die Eier gegenseitig nicht berühren.
Die Raupen der Unterart J. c. chloros entwickeln sich im Südosten Frankreichs an der Rispigen Flockenblume (Centaurea paniculata), in Deutschland an der Rispen-Flockenblume (Centaurea stoebe) und im Südosten der Schweiz und in Norditalien  an Centaurea maculosa. In Österreich und Ungarn leben die Raupen an der Skabiosen-Flockenblume (Centaurea scabiosa), an der Wiesen-Flockenblume (Centaurea jacea) und an der Bunt-Flockenblume (Centaurea triumfettii). In der Ukraine wurden die Raupen an  verschiedenen Ringdistelarten wie Carduus uncinutus, Carduus arabicus, Carduus salonitana und  Jurinea sordida beobachtet. Die Unterart J. c. hades lebt in Griechenland an Staehelenia uniflosculosa. Die Raupen verpuppen sich in einem weißlichen Kokon am Boden. Verglichen mit anderen Jordanita-Arten fliegt J. chloros sehr spät im Jahr. Die Flugzeit beginnt Mitte Juni (Griechenland, Südwesten der Türkei, Krim) und reicht bis in den August (Südosten der Schweiz, Norditalien, Österreich).